# Ömer Seyfettin
Ömer Seyfettin (n. 11 martie 1884, Gönen, Balıkesir, Turcia – d. 6 martie 1920, Constantinopol, Imperiul Otoman) a fost un scriitor turc de la finele secolului al XIX-lea - începutul secolului al XX-lea. Considerat fondatorul prozei scurte în literatura turcă, se numără, totodată, printre fondatorii ideologiei naționaliste în literatura și cultura turcă. 

### Biografie
Ömer Seyfettin s-a născut în Gönen, în 1884. A fost fiul unui oficial militar și și-a petrecut o mare parte din copilărie și adolescență călătorind de-a lungul coastei Mării Marmara. De asemenea, a început și el o carieră militară și a absolvit Academia Militară în anul 1903. A obținut gradul de locotenent și a făcut parte din Armata Imperiului Otoman la granița de vest. A fost în Izmir, unde a început să ia contact cu scrisul. 
A fost pus în poziția de instructor în școala militară din Izmir, ceea ce i-a oferit ocazia de a-și îmbunătăți cunoștințele în limba franceză și de a lua contact cu diverși scriitori. 
În 1911, Ömer Seyfettin a înființat o revistă culturală și literară intitulată Genç Kalemler . Ömer Seyfettin începe să folosească limba turcă literară în loc de cea otomană, folosită preponderent până la acele timpuri.
Ajunge să fie prizonier de război în Grecia pentru aproximativ un an, iar după eliberarea sa de la sfârșitul anului 1913 se întoarce în Constantinopol, unde este nominalizat editor executiv al unei publicații, aflate în relație cu Comitetul pentru Uniune și Progres (CUP), numite Türk Sözü.
În 1914, după ce Ömer Seyfettin părăsește armata, acesta devine profesor de literatură la un Colegiu din Istanbul. Tot în același an, devine și autorul șef al revistei Türk Yurdu.
Anii de dinaintea morții (1917-1920) au fost cei mai prolifici din viața sa, publică articole în Büyük Mecmua  a murit la vârsta de 36 de ani, se pare, în urma unui diabet diagnosticat post-mortem.

## Romane
- Yalnız Efe „Haiducul singuratic” 1919
- Ashâb-ı Kehfimiz ,„Adormiții noștri din peșteră” 1918
- Efruz Bey 1919

## Volume de povestiri
- Harem „Haremul” 1918
- Yüksek Ökçeler „Tocuri înalte”
- Falaka „Bătaia la tălpi”
- Gizli Mabed „Templul ascuns/tainic”
- Bahar ve Kelebekler „Primăvara și fluturii”
- Beyaz Lale „Laleaua albă”
- Asilzadeler „Vlăstare de nobili”
- Dalga „Valul”
- Tarih Ezelî Bir Tekerrürdür „Istoria este o repetiție perpetuă”
- Nokta
- Mahçupluk İmtihanı
- İlk Düșen Ak

## Poezie
- Yarınki Turan Devleti, „Statul turanic de mâine”.

## Linkuri externe
- Ömer Seyfettin pe IMDb
- Naționalitate și religie: trei observații de la Ömer Seyfettin[nefuncțională – arhivă]
- Răspunsul lui Ömer Seyfettin  la revolta din 1909[nefuncțională – arhivă]
- Ömer Seyfettin pagina în limba turcă
- Dicționarul de nume în literatura turcă